# بوریس گریزلف
بوریس گریزلف (روسی: Борис Вячеславович Грызлов؛ زادهٔ ۱۵ دسامبر ۱۹۵۰) سیاست‌مدار و سخنگوی مجلس روسیه به مدت هشت سال بود. وی یکی از رهبران بزرگترین حزب روسیه که روسیه واحد نام دارد، می‌باشد.